# Filippo Canuti
Filippo Maria Canuti (Bologna, 2 aprile 1802 – Forlì, 21 agosto 1866) è stato un patriota italiano.
Dopo la partecipazione ai moti del 1830-31, durante i quali assunse cariche amministrative (come la prefettura di Ascoli Piceno), fu costretto all'esilio a Corfù, a Malta e a Parigi.
Divenuto commissario straordinario dell'Esercito pontificio, fu inviato a Londra nel 1848. Dal 1860 al 1865 diresse la Gazzetta Ufficiale a Parigi.